# Dins el darrer blau
Dins el darrer blau és una novel·la de Carme Riera publicada l'any 1994 que representa l'entrada de l'autora dins del gènere històric. La novel·la, que enllaça amb Cap al cel obert (2000), tracta el procés de la història dels jueus conversos de Mallorca i és considerada una de les obres més representatives de la literatura catalana recent.
Dins el darrer blau és una novel·la històrica que retrata amb profunditat la doble identitat dels seus protagonistes com a jueus i mallorquins. Ambientada a la Mallorca de finals del segle xvii, narra la persecució d’un grup de jueus condemnats a la crema pública per la Inquisició. L’obra defensa la tolerància i el diàleg, i es posiciona clarament contra el dogmatisme.
La novel·la destaca per l’extens treball de recerca dut a terme per Riera per dotar els personatges de versemblança històrica, especialment pel que fa a la recreació de la llengua i els registres de l’època. Tot i estar farcida de vocabulari propi dels mallorquins de l'época, l’autora aconsegueix que la lectura sigui accessible per al lector actual, trobant un equilibri entre autenticitat i claredat narrativa.
En comparació, a Cap al cel obert, Riera aborda un altre episodi històric amb els descendents dels jueus del segle xvii establerts a Cuba durant el conflicte colonial, però aquí l’autora prioritza l’atzar com a tema central, reflectint com el rol de víctimes o botxins pot canviar entre generacions. Tot i aquesta diferència temàtica, ambdues obres comparteixen l’interès per explorar la identitat i la memòria col·lectiva.

## Edicions i traduccions
Es tracta d'una de les obres més reeditades de Carme Riera i ha estat traduïda a l'alemany, l'anglès, el castellà, el francès, l'hebreu, l'italià, el portuguès, el romanès i el turc.
- 1994. Destino (Barcelona).
- 1996. Cercle de Lectors (Barcelona).
- 1996. En el último azul. Alfaguara (Madrid). Traducció de l'autora.
- 1997. En el último azul. Círculo de Lectores (Barcelona).
- 1997. Dove finische il blu. Fazi (Roma). Traductor: Francesco Ardolino.
- 1999. Proa (Barcelona).
- 2000. Nuevas Ediciones de Bolsillo (Barcelona).
- 2000. Ins fernste Blau. Bergisch Gladbach (Lübbe). Traductors: Petra Zickmann i Manel Pérez Espejo.[5]
- 2002. Booket (Barcelona).
- 2003. Departe, în zarea albastră. Meronia (Bucarest). Traductora: Jana Balacciu Matei.
- 2007. In the Last Blue. Overlook Press (Nova York). Traductor: Jonathan Dunne.
- 2007. En el último azul. Punto de Lectura (Madrid).
- 2007. Betokhakhí hakakhol haakharon. Bambook Publishers (Jerusalem). Traductor: Itai Ron Hadar.
- 2008. La Butxaca (Barcelona).
- 2008. No último azul. Teorema (Lisboa). Traductora: Miranda das Neves.
- 2012. Vers l'azur infini. Éditions Autrement (París). Traductores: Anne Charlon i Jennifer Houdiard.
- 2012. Maviligin Sonunda. Alef (Istambul). Traductora Suna Kiliç.
- 2019. Grup 62, Col·lecció El Balancí (Barcelona). Pròleg de Manuel Forcano.[6]
- 2019. En el último azul. Alfaguara (Madrid).[7]

## Premis i guardons
Dins el darrer blau ha estat l'obra més guardonada de Carme Riera. La novel·la va obtenir el Premi Josep Pla l'any 1994 i el mateix any l'escriptoria va ser nomenada Escriptora del Mes de la Institució de les Lletres Catalanes. A partir d'aquí, els guardons es van anar succeint: el 1995 la novel·la guanyava el premi Nacional de Narrativa concedit pel Ministeri de Cultura espanyol (atorgat per primer cop a una novel·la en català), el Joan Crexells i el Lletra d'Or, i al 2000 l'escriptoria aconseguia el premi Elio Vittorini que concedeix el Departament de Turisme de Siracusa al millor estranger traduït a l'italià, per l'adaptació de Dins el darrer blau.